# Panzer (Remscheid)
Panzer war eine Hofschaft im Südosten der bergischen Großstadt Remscheid in Nordrhein-Westfalen. Seit den 1970er Jahren ist der Wohnplatz eine Wüstung.

## Lage und Beschreibung
Panzer gehörte zum Stadtbezirk Lennep und befand sich auf einer Höhe von 277 Metern über Normalnull am Panzerbach (auch Lenneper Bach genannt) unterhalb der Staumauer der Panzertalsperre. Um Panzer herum liegen die Ortsteile und Ortslagen Hasenberg, Käsberg, Repslöh, Oberfeldbach und Schneppendahl.

## Geschichte
Panzer wurde 1487 erstmals als Panßer urkundlich erwähnt. Die Ortslage ist 1789 auf der Carte des Herzogthums Berg des Carl Friedrich von Wiebeking verzeichnet. 1836 besaß das Ackergut Panzer ein Wohngebäude, in dem 18 Einwohnern lebten. 1815/6 betrug die Einwohnerzahl 26 Seelen.